# Basket Flames Wien
Die Basket Flames (deutsch: „Korbflammen“) sind eine österreichische Basketballspielgemeinschaft aus Wien.
Die Vereine Basket Flames Union (ursprünglich Union Kuenring Flames) und Basket Flames WAT (ursprünglich „Basket Clubs Vienna Juniors“) gründeten zum Beginn der Saison 2012/13 die Spielgemeinschaft Basket Flames. Seit diesem Zeitpunkt gehört das Damen-Team der Basket Flames der höchsten Spielklasse der Damen an, der Austrian Women Basketball League bzw. Austrian Slovak Women Basketball League, nachdem die Union Künring Flames ihr zuletzt 2009/10 angehörten.
Mit über 25 Teams und über 350 aktiven Spielerinnen und Spielern in der Saison 2017/2018 sind die Basket Flames Wiens größter Basketballverein.
In der Saison 2022/2023 spielt die Mannschaft Herren 1 in der 2. Bundesliga.

## Mannschaft der 2. Bundesliga

### Neuzugänge (2013)
| Name                | ehemaliger Verein   |
| ------------------- | ------------------- |
| Florian Pöcksteiner | UBC St. Pölten      |
| Phillipp Seel       | UBC Güssing Knights |
| Ivaylo Kaloyanov    | Nachwuchs           |

| Spieler          | Trainings | Spiele | avg. Rating |
| ---------------- | --------- | ------ | ----------- |
| Theo Kohl (GOAT) | 1         | 0      | 4,7         |
|                  |           |        |             |
|                  |           |        |             |

### Erfolge
Die Mannschaft erreichte in der Saison 2012/2013 den Vizemeistertitel der 2. Bundesliga, sie konnten sich in den beiden Finalspielen nicht gegen die Mannschaft der BK Mattersburg Rocks durchsetzen.